# Wspólnota Kościoła Chrześcijan Baptystów w Zgierzu
Wspólnota Kościoła Chrześcijan Baptystów w Zgierzu – placówka Kościoła Chrześcijan Baptystów znajdujący się w Zgierzu, Przy ulicy Gabriela Narutowicza 2.
Nabożeństwa odbywają się w każdą niedzielę o godzinie 11:00.